# 西城秀樹オン・ステージ
『西城秀樹オン・ステージ』（さいじょうひできオン・ステージ）は、1973年6月15日に発売された西城秀樹のライブ・アルバム（LP）である。

## 内容
- 1973年3月26日に大阪毎日ホールで開催したデビュー1周年記念コンサート「ヒデキ・オン・ステージ」の模様が収録されている。

## 収録曲
SIDE A
1. オープニング （Opening ）
作詞：植田嘉靖／作曲・編曲：渡辺茂樹
2. グッド・ゴーリー・ミス・モーリー（Good Golly Miss Molly ）
作詞・作曲：Blackwell-Maracalco／編曲：葵まさひこ
3. ジョニー・ビー・グッド（Johnny B, Goode ）
作詞・作曲：Chuck Berry／編曲：西村耕二
4. ママはダンスを踊らない（Your Mama Don't Dance ）
作詞・作曲：Loccins-Messina／編曲：渡辺茂樹
5. タイム・ツウ・クライ（Time To Cry ）
作詞・作曲：P. Anka
6. ブルー・スウェード・シューズ（Blue Suede Shoes ）
作詞・作曲：Cal Perkins
7. トライ・ミー（Try me ）
作詞・作曲：James Brown／編曲：渡辺茂樹
8. アイ・ビリーブ・イン・ミュージック（I Believe In Music）
作詞・作曲：Mac Davis／訳詞：沢田研二／編曲：渡辺茂樹

SIDE B
1. 恋する季節
作詞：麻生たかし／作曲：筒美京平／編曲：高田弘
2. 恋の約束
作詞：たかたかし／作曲：鈴木邦彦／編曲：葵まさひこ
3. チャンスは一度
作詞：たかたかし／作曲：鈴木邦彦／編曲：馬飼野康二
4. 青春に賭けよう
作詞：たかたかし／作曲：鈴木邦彦／編曲：馬飼野康二
5. 絶叫
作詞：たかたかし／作曲：鈴木邦彦／編曲：馬飼野康二
（アルバム『青春に賭けよう』収録曲）
6. さよならの歌
作詞・作曲：羽根田武邦／編曲：馬飼野康二
7. ヘイ・ジュテーム（Mon Cinema ）
作詞・作曲：Adamo／訳詞：安井かずみ／編曲：河野通雄

## 復刻盤
- 1976年発売のLP『西城秀樹〈第3集〉ヒデキ・オン・ステージ』
- 1999年12月16日発売のCD『HIDEKI SUPER LIVE BOX』（6枚組）の中の1枚目（一部の楽曲が収録）
- 2021年12月24日発売のGOH HOTODAによるデジタルリマスタリング盤（Blu-spec CD2、紙ジャケット仕様）